# 입헌민주당 (러시아)
입헌민주당(立憲民主黨, 러시아어: Конституционно-демократическая партия)은 러시아의 자유주의 정당이다. 1905년 창당 이후 자유주의 개혁을 주장했으며, 그 골자는 보편적 인권 증진, 여성 참정권 보장, 의회 제도 선진화 등이 있었다. 제1차 세계대전 시기에는 보수 정당인 10월당과 함께 전쟁을 지지하였다. 1917년 2월 혁명 이후에 사회주의혁명당 우익과 함께 임시 정부의 중심이 되었으나 전쟁을 계속 진행하였고, 미진한 개혁성으로 인해 폭넓은 지지를 받지 못 하였다.
10월 혁명에서는 혁명의 주도 세력인 볼셰비키당을 반대했기 때문에, 1918년부터는 볼셰비키에게 탄압받았다. 러시아 내전에서는 많은 당원이 백군으로 참가했다.

## 역대 선거 결과

### 러시아 국가 두마 의회 총선
| 년도        | 의석 수   | 득표수    | 득표율        |
| ----------- | --------- | --------- | ------------- |
| 1906년      | 161 / 497 | -         | 알려지지 않음 |
| 1907년 2월  | 98 / 518  | -         | 알려지지 않음 |
| 1907년 10월 | 54 / 509  | -         | 알려지지 않음 |
| 1912년      | 59 / 442  | -         | 알려지지 않음 |
| 1917년      | 18 / 767  | 2,088,000 | 4.7%          |

## 같이 보기
- 자유민주주의
- 자유주의